# Julian Nagelsmann
Julian Nagelsmann (* 23. Juli 1987 in Landsberg am Lech) ist ein deutscher Fußballtrainer. Er beendete seine Karriere als Fußballspieler verletzungsbedingt frühzeitig und wurde Trainer in der Jugendabteilung des FC Augsburg. Bei der TSG 1899 Hoffenheim wurde er Ende 2012 im Alter von 25 Jahren übergangsweise Trainerassistent. Von Februar 2016 bis zum Saisonende 2018/19 war er Cheftrainer der Hoffenheimer Bundesligamannschaft, mit damals 28 Jahren der bisher jüngste hauptamtliche Trainer der Bundesliga. Von 2019 bis 2021 war er Cheftrainer von RB Leipzig, von 2021 bis 2023 des FC Bayern München, mit dem er 2022 deutscher Meister wurde. Seit September 2023 ist er Bundestrainer der deutschen Nationalmannschaft.

## Spielerkarriere
Nagelsmann wurde 1990, als Kleinkind, Mitglied beim bayerischen FC Issing. 1999 wechselte er in die Jugendabteilung des FC Augsburg, in der er bis 2002 spielte. Anschließend wechselte er in die Jugend des TSV 1860 München. Dort war er Kapitän der U-17-Mannschaft und absolvierte in den Spielzeiten 2004/05 und 2005/06 31 Partien in der A-Junioren-Bundesliga. Zur Saison 2006/07 rückte Nagelsmann in die zweite Mannschaft auf, konnte aber aufgrund von Verletzungen kein Pflichtspiel absolvieren. Daraufhin kehrte er zur Saison 2007/08 zum FC Augsburg zurück, dessen in der 6. Liga spielender zweiter Mannschaft, die von Thomas Tuchel trainiert wurde, er angehörte. Nachdem sich Nagelsmann einen Meniskus- und Knorpelschaden zugezogen hatte, beendete er nach einer zweiten Operation aufgrund der Gefahr einer Arthrose ohne einen Pflichtspieleinsatz 2007 seine Karriere im Alter von 20 Jahren.
Während der Saison 2007/08, als sich Nagelsmann verletzt hatte, schickte Tuchel Nagelsmann zu Spielen gegnerischer Mannschaften, um diese zu beobachten. Tuchel war von der Analyse und Akribie von Nagelsmann so angetan, dass er Nagelsmann zum Teil seines Trainerteams machte.

## Trainerkarriere

### Anfänge als Co- und Jugendtrainer
Nach dem Ende seiner Spielerkarriere wurde Nagelsmann bis zum Ende seines noch laufenden Vertrags bei der zweiten Augsburger Mannschaft Co-Trainer von Thomas Tuchel, für den er die Gegner sichtete. Durch diese Tätigkeit kam Nagelsmann die Idee, eine Trainerkarriere einzuschlagen. Danach war er unter seinem ehemaligen Trainer Alexander Schmidt als Co-Trainer der U-17-Mannschaft seines ehemaligen Vereins TSV 1860 München tätig.
Ab der Saison 2010/11 nahm Nagelsmann bei der TSG 1899 Hoffenheim Traineraufgaben im Jugendbereich wahr. Im Dezember 2012 rückte er unter dem Interimstrainer Frank Kramer als Co-Trainer in den Trainerstab der Profis auf. Im weiteren Saisonverlauf assistierte er Kramers Nachfolgern Marco Kurz und Markus Gisdol und erreichte mit dem Team in der Relegation den Klassenerhalt.
Zur Saison 2013/14 übernahm Nagelsmann als Cheftrainer die A-Junioren (U19) des Vereins. Mit diesen wurde er mit 26 Jahren jüngster U-19-Meistertrainer. In der Saison 2014/15 wurde die Hoffenheimer U19 deutscher Vizemeister. Parallel dazu absolvierte Nagelsmann in Hennef die Ausbildung zum Fußballlehrer an der Hennes-Weisweiler-Akademie.

### Cheftrainer der TSG 1899 Hoffenheim

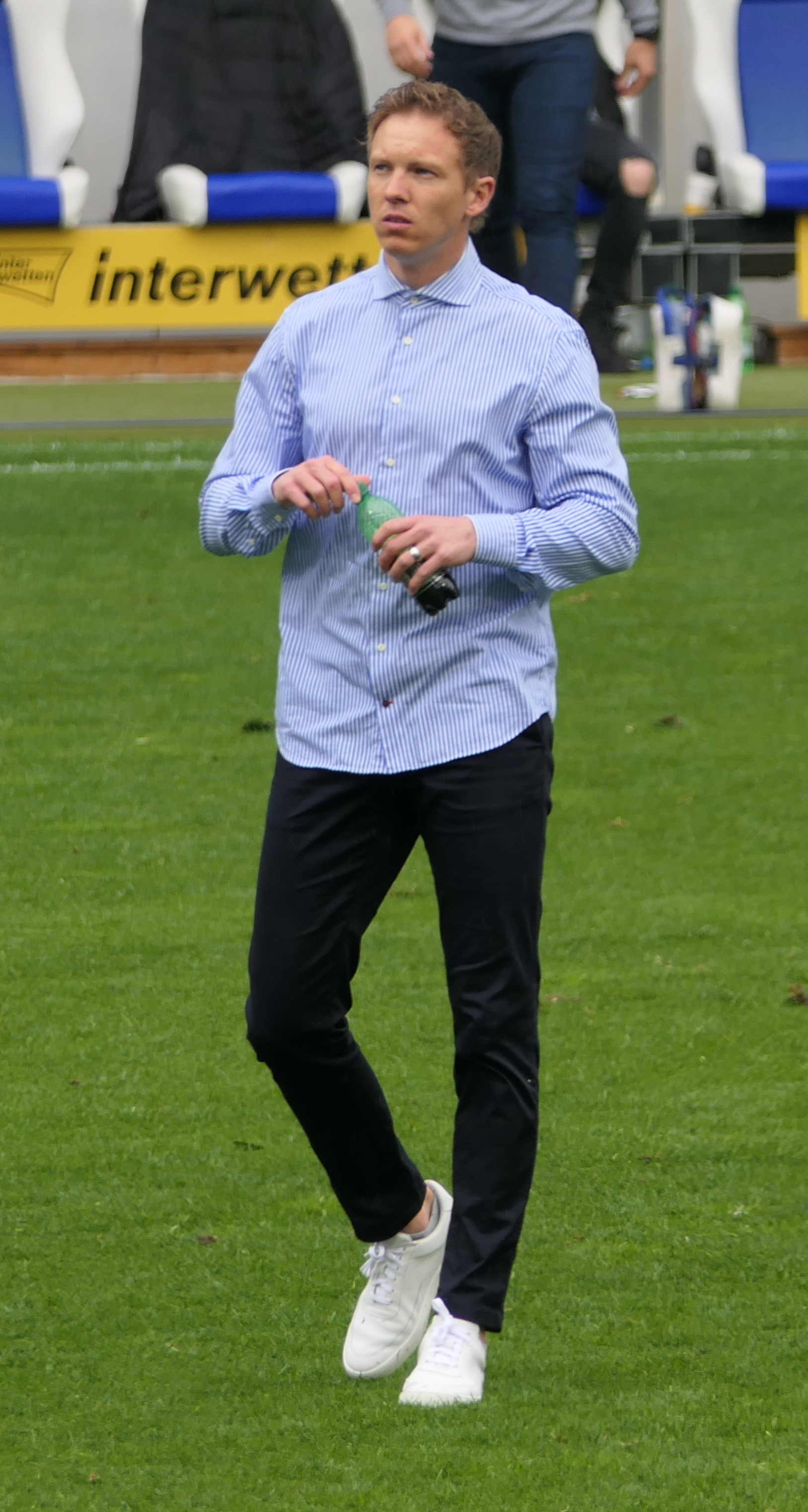
Nagelsmann als Trainer von Hoffenheim (2019)

Ende Oktober 2015 gab TSG 1899 Hoffenheim bekannt, dass Nagelsmann nach Abschluss seiner Ausbildung die erste Mannschaft unabhängig von ihrer späteren Ligazugehörigkeit ab der Saison 2016/17 als Nachfolger von Huub Stevens übernehmen werde, der am gleichen Tag vorgestellt worden war, um die auf dem 17. Tabellenplatz stehende Bundesligamannschaft vor dem Abstieg zu bewahren. Dies machte ihn zum kommenden zweitjüngsten Cheftrainer in der Bundesliga nach Bernd Stöber, der 1976 im Alter von 24 Jahren bei der Partie des 1. FC Saarbrücken gegen den 1. FC Köln für ein Spiel als Interimstrainer auf der Bank gesessen hatte, sowie zum jüngsten, der diese Funktion hauptamtlich innehat.
Nachdem Stevens aus gesundheitlichen Gründen von seinem Posten zurückgetreten war, übernahm der damals 28-jährige Nagelsmann die noch immer auf dem vorletzten Tabellenplatz stehende Bundesligamannschaft bereits am 11. Februar 2016. Er erhielt einen bis zum 30. Juni 2019 laufenden Vertrag und schloss erst einen Monat später seine Trainerausbildung am 9. März 2016 als Zweitbester des Lehrgangs ab. Der DFB und die DFL hatten die vorzeitige Anstellung genehmigt. Innerhalb von 13 Spielen und drei Monaten führte er die fünf Punkte vom 16. Platz entfernte Mannschaft mit taktischer Variabilität und 23 gewonnenen Punkten zum vorzeitigen Klassenerhalt am 33. Spieltag. Als Schlüssel dazu galten vor allem junge Spieler, die Heimstärke und sieben Siege, während seinen Vorgängern lediglich zwei Siege seit Beginn der Saison gelungen waren.
Die folgende Saison 2016/17 schloss Nagelsmann mit der TSG auf dem vierten Tabellenplatz ab, der zur Teilnahme an den Champions-League-Playoffs berechtigt. In den Playoffs scheiterte man am FC Liverpool, nahm daraufhin erstmals an der Europa League teil und schied in der Gruppenphase mit fünf Punkten als Gruppenletzter aus. In der Saison 2017/18 wurde Nagelsmann mit der TSG Hoffenheim in der Bundesliga Dritter der Abschlusstabelle und qualifizierte sich direkt für die Champions League 2018/19. Im DFB-Pokal schied man wie im Jahr zuvor in der 2. Runde aus.
Vor der Saison 2018/19 kündigte Nagelsmann an, nach der Spielzeit mittels einer Ausstiegsklausel aus seinem bis zum 30. Juni 2021 laufenden Vertrag auszusteigen, um zu RB Leipzig zu wechseln. Die Saison beendete die TSG auf dem 9. Tabellenplatz und verpasste somit die Qualifikation für das internationale Geschäft. Im DFB-Pokal schied die Mannschaft in der 2. Runde gegen Nagelsmanns zukünftigen Arbeitgeber Leipzig aus, in der Champions-League-Gruppenphase wurde Hoffenheim bei seiner Premiere in diesem Wettbewerb Letzter, hinter Manchester City, Olympique Lyon und Schachtar Donezk.

### RB Leipzig

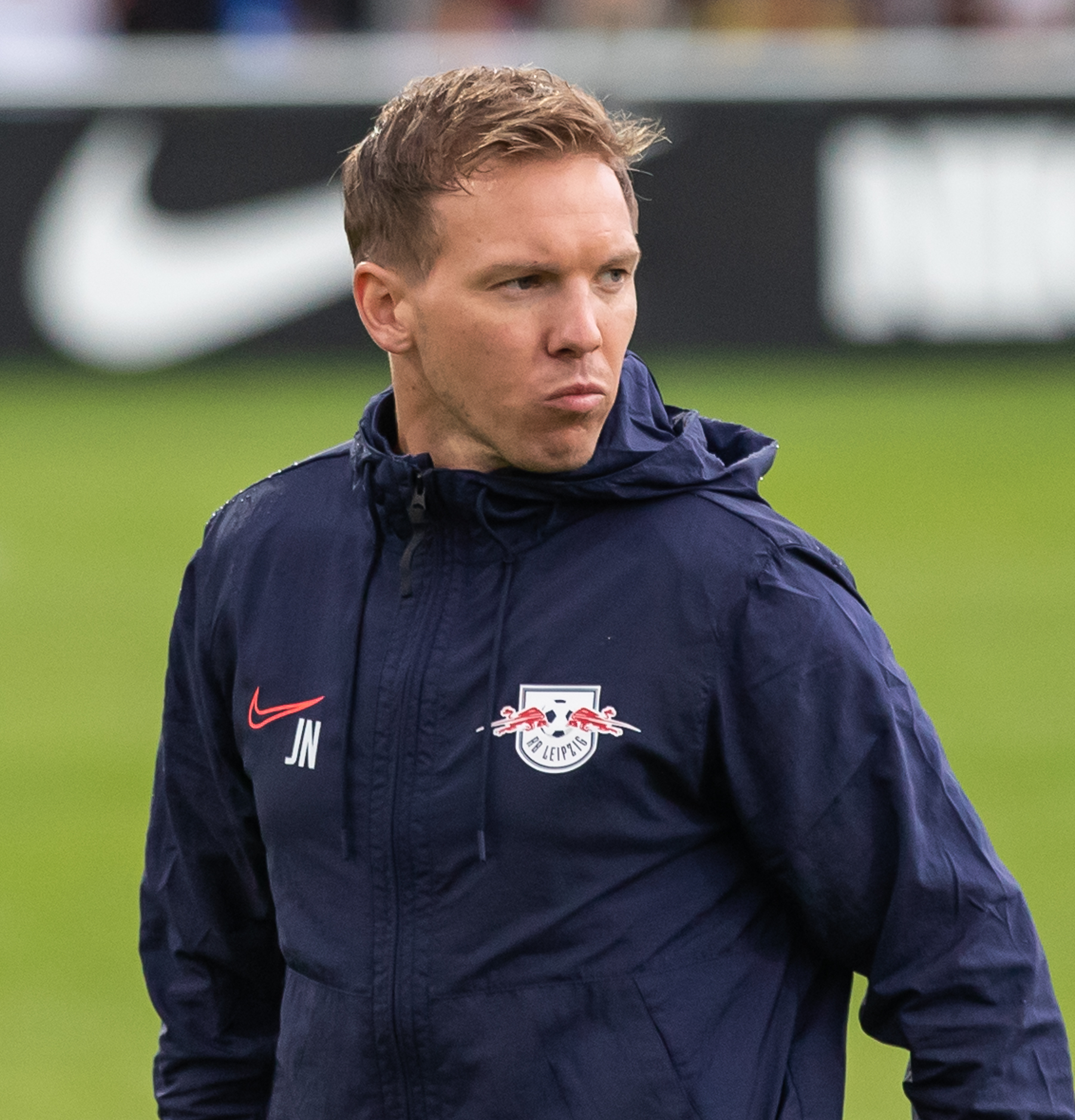
Nagelsmann als Trainer von RB Leipzig (2019)

Im Juni 2018 verpflichtete RB Leipzig Nagelsmann als neuen Cheftrainer ab der Saison 2019/20. Der damals 32-Jährige erhielt einen Vertrag mit einer Laufzeit bis zum 30. Juni 2023. Die erste Spielzeit unter Nagelsmann beendete RB Leipzig als Dritter und qualifizierte sich so direkt für die Champions League 2020/21. Nagelsmanns Spieler erzielten in der Bundesliga die drittmeisten Treffer – 81, was einen mannschaftsinternen Ligarekord bedeutete – und ließen darüber hinaus nur mehr Tore als Meister Bayern München zu. Nach Siegen gegen Tottenham Hotspur und Atlético Madrid erreichte die Mannschaft das Halbfinale der Champions League 2019/20, das man gegen Paris Saint-Germain verlor. Somit wurde Nagelsmann zum ersten Trainer, der mit RB Leipzig die K.-o.-Phase und dann das Halbfinale der Königsklasse erreichte. Zudem erreichte mit Leipzig im Jahr 2020 erstmals wieder seit 2013 eine deutsche Mannschaft außer dem FC Bayern das Halbfinale des Wettbewerbs; damals war dies Borussia Dortmund gewesen.
Das von seinen Vorgängern Rangnick und Hasenhüttl etablierte Pressing- und Umschaltspiel übernahm er. Ihm gelang es allerdings, anders als noch Hasenhüttl, die Mannschaft auch dahingehend zu schulen, die Ballbesitzphasen „qualitativ hochwertiger“ zu gestalten und zu nutzen, ohne durch das hohe Anlaufen defensiv zu offen zu stehen. Unter Nagelsmann waren auch die Angreifer bereits während der Vorwärtsbewegung aus der eigenen Hälfte sowohl dahingehend gefordert, sich in Positionen zu begeben, die Abschlüsse ermöglichen sollten, als auch als die ersten Pressingspieler für Situationen nach Torschüssen oder Ballverlusten zu dienen. So machte
sich der Trainer bereits zu Beginn seines Engagements bei den Sachsen die Schnelligkeit der Stürmer Timo Werner und Christopher Nkunku, die Stabilität der Mittelfeldspieler Marcel Sabitzer und Konrad Laimer sowie die Qualitäten um Verteidiger wie Dayot Upamecano und Willi Orban zu Nutze. In Bezug auf diese taktischen Grundlagen, die darüber hinaus einen großen Anteil von Flachpassspiel enthielten, wurde Nagelsmann vor allem von Pep Guardiola beeinflusst, der wie sein Kollege großen Wert auf korrekte Raumbesetzung legte. Ebenso wie der Spanier stand Nagelsmann für häufige taktische Rotationen, die sich stets dem jeweiligen Gegner anpassten; allein in der Saison 2019/20 ließ er sein Team in elf verschiedenen Spielsystemen auflaufen, wobei er aber am häufigsten ein 4–4–2 mit zwei Sechsern wählte. Laut einer Analyse des DFB erhöhte sich unter Nagelsmann, der RB Leipzig zu einem „Spitzenteam geformt“ haben soll, jährlich sowohl die Anzahl der gespielten Pässe wie auch die der Torabschlüsse und Treffer pro Spiel.
Nagelsmann ging öffentlich auf seine Idee von der Beeinflussung der Dynamik während eines Spiels ein. Er würde sogenannte „Qualitätsspieler“ dann einwechseln, wenn er das Spiel taktisch beeinflussen wollte. „Mentalitätsspieler“ kämen ihm zufolge eher dann zum Einsatz, wenn sein Team emotionale Unterstützung benötigen würde, etwa in Schwächephasen oder bei Verunsicherung.

### FC Bayern München

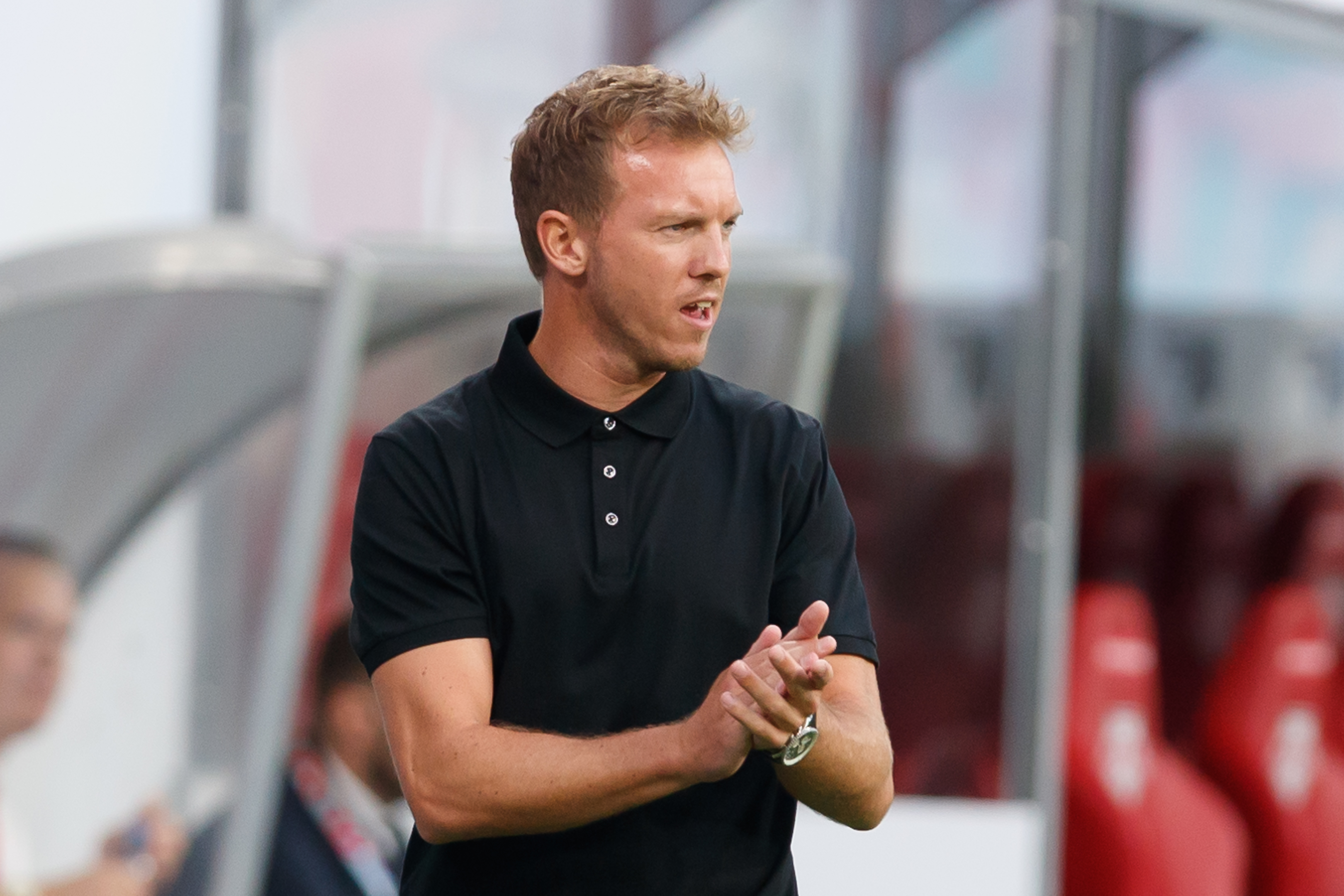
Nagelsmann als Trainer des FC Bayern München (2022)

Zur Saison 2021/22 übernahm Nagelsmann den FC Bayern München als Nachfolger von Hansi Flick. Er unterschrieb einen bis zum 30. Juni 2026 laufenden Vertrag. Der FC Bayern kaufte ihn für 20 Millionen Euro aus seinem Kontrakt bei RB Leipzig heraus; nie zuvor war in der Geschichte des Fußballs für einen Trainer eine so hohe Ablöse gezahlt worden. Mit einem 3:1-Erfolg im Supercup gegen Borussia Dortmund gewann Nagelsmann am 17. August 2021 seinen ersten Titel als Bayern-Trainer. Am 31. Spieltag der Saison 2021/22 gewann er vorzeitig seine erste Meisterschaft durch einen 3:1-Sieg erneut gegen Dortmund. Im DFB-Pokal war man in der 2. Hauptrunde mit 0:5 bei Borussia Mönchengladbach ausgeschieden; international unterlag sein Klub Im Viertelfinale der UEFA Champions League dem spanischen Erstligisten FC Villarreal.
Die neue Spielzeit begann mit dem Gewinn des DFL-Supercups gegen den Pokalsieger RB Leipzig. Die Hinrunde der Saison 2022/23 beendete der FC Bayern mit 36 Punkten als Herbstmeister. Zudem gewann die Mannschaft in der Champions League in einer Gruppe mit Inter Mailand, dem FC Barcelona und Viktoria Pilsen alle Spiele, womit man souverän in das Achtelfinale einzog. In den ersten acht Spielen der Rückrunde holte der FC Bayern fünf Siege, spielte einmal Unentschieden und verlor zwei Mal. Dies führte dazu, dass Borussia Dortmund in dieser Zeit einen Rückstand von fünf Punkten aufholte und sich vor dem direkten Duell am 26. Spieltag mit einem Punkt Vorsprung vor den Münchnern in der Tabelle platzierte. Unterdessen zogen die Bayern jedoch souverän in das Pokal-Viertelfinale ein und schalteten im Champions-League-Achtelfinale Paris Saint-Germain nach zwei Siegen in der Addition mit 3:0 aus. Während der Länderspielpause im März 2023 wurde Nagelsmann freigestellt und durch Thomas Tuchel ersetzt. Oliver Kahn, damaliger Vorstandsvorsitzender des FC Bayern, erklärte zur Freistellung: „Nun sind wir aber zu der Erkenntnis gekommen, dass sich die Qualität unseres Kaders – trotz der Deutschen Meisterschaft im vergangenen Jahr – zunehmend seltener gezeigt hat. Nach der WM haben wir immer weniger erfolgreich und attraktiv gespielt, die starken Leistungsschwankungen haben unsere Ziele in dieser Saison in Frage gestellt, aber auch über diese Saison hinaus.“ Nagelsmann beendete seine Amtszeit beim FC Bayern mit einer Siegesquote von 71,4 %; nur Pep Guardiola, Hansi Flick und Carlo Ancelotti erzielten im Durchschnitt mehr Bundesligapunkte beim FC Bayern. Nagelsmanns Vertrag beim FC Bayern wurde für seine Neuanstellung als Bundestrainer vorzeitig aufgelöst.

### Bundestrainer
Ende September 2023 wurde Nagelsmann Bundestrainer. Er unterschrieb einen Vertrag bis zur Europameisterschaft 2024 im eigenen Land und folgte auf Hansi Flick, von dem er zwei Jahre zuvor den FC Bayern München übernommen hatte. Seine Co-Trainer wurden Sandro Wagner und Benjamin Glück, mit dem er schon in Hoffenheim, Leipzig und München zusammengearbeitet hatte. Mit – zum Zeitpunkt seiner Einstellung – 36 Jahren wurde Nagelsmann hinter Otto Nerz (34 Jahre) zum zweitjüngsten Cheftrainer der deutschen Nationalmannschaft.
Im Oktober 2023 absolvierte Nagelsmann bei einer Testspielreise in die USA seine ersten Länderspiele gegen die USA (3:1-Sieg) und Mexiko (2:2). Im November 2023 gingen beide Spiele gegen die Türkei und Österreich verloren. Für die Spiele im März 2024, die letzten vor der EM-Kadernominierung, entschied sich Nagelsmann, verstärkt auf im Verein formstarke Spieler zu setzen. So berief er mit Aleksandar Pavlović (FC Bayern München), Maximilian Mittelstädt, Waldemar Anton, Deniz Undav (alle VfB Stuttgart), Niklas Beste (1. FC Heidenheim) und Maximilian Beier (TSG 1899 Hoffenheim) sechs Neulinge. Zudem kehrte mit Toni Kroos, der 2021 aus der DFB-Elf zurückgetreten war, ein Weltmeister von 2014 zurück. Die umformierte Mannschaft gewann in der Folge gegen den amtierenden Vizeweltmeister Frankreich und die Niederlande.
Im April 2024 verlängerte Nagelsmann seinen Vertrag bis zur Weltmeisterschaft 2026. Im Falle eines Ausscheidens des DFB-Teams in der Vorrunde der Fußball-EM 2024 hätte der Vertrag ohne Abfindung geendet. In der Gruppenphase gewann Deutschland mit 5:1 gegen Schottland und mit 2:0 gegen Ungarn, das letzte Gruppenspiel ging 1:1 gegen die Schweiz aus. Nachdem im Achtelfinale Dänemark mit 2:0 besiegt wurde, traf man im ersten Viertelfinale bei einem großen Turnier seit acht Jahren auf Spanien. Gegen den späteren Europameister verlor man durch ein Gegentor in der 119. Minute mit 1:2 nach Verlängerung.
Am 24. Januar 2025 folgte dann im Rahmen des Festaktes zum 125-jährigen Jubiläums des Deutschen Fußball-Bundes eine neuerliche Vertragsverlängerung, die den Verbleib Nagelsmanns als Bundestrainer bis zur Europameisterschaft 2028 sichert.

## Titel und Auszeichnungen
Titel
- Deutscher Meister: 2022 (FC Bayern München)
- Deutscher Supercupsieger (2): 2021, 2022 (beide FC Bayern München)
- Deutscher A-Junioren-Meister: 2014 (TSG 1899 Hoffenheim)
- Meister der A-Junioren-Bundesliga Süd/Südwest (2): 2014, 2015 (beide TSG 1899 Hoffenheim)

Auszeichnungen und Rekorde
- Deutschlands Trainer des Jahres: 2017
- Trainerpreis des deutschen Fußballs: 2016
- VDV-Trainer der Saison: 2016/17
- Jüngster U19-Meistertrainer (mit 26 Jahren; 2014)
- Jüngster Cheftrainer in der Bundesliga (mit 28 Jahren; 2016)
- Jüngster Bundesliga-Trainer mit 100 Siegen (mit 34 Jahren; 2021)

## Privates
Nagelsmann hat eine neun Jahre ältere Schwester und einen elf Jahre älteren Bruder. Nagelsmanns Vater arbeitete beim Bundesnachrichtendienst in für Julian Nagelsmann unbekannter Funktion. Als er 20 Jahre alt war, nahm sich sein Vater das Leben. Als Heranwachsender war Julian Nagelsmann Ministrant. Während seiner Zeit als Spieler der zweiten Mannschaft des FC Augsburg erwarb er die Fachgebundene Hochschulreife und studierte Betriebswirtschaftslehre bis zum Vordiplom.
Mit seiner Schulfreundin Verena war er ab 2007 liiert, ab 2018 verheiratet und hat mit ihr einen Sohn (* 2015) und eine Tochter (* 2020). 2022 erfolgte die Trennung. Im Juli 2024 kam es zur Scheidung. Seit 2022 ist Nagelsmann mit Lena Wurzenberger liiert, die bis März 2023 als Sport- und Polizeireporterin für Bild tätig war und seither in der Konzernkommunikation von BMW arbeitet.
Im Wintersemester 2008/09 begann Nagelsmann an der Deutschen Hochschule für Gesundheit und Sport ein Fernstudium der Fachrichtung Sport und angewandte Trainingslehre, das er 2011 mit dem akademischen Grad Bachelor of Arts abschloss.
Er unterstützt die Initiative Common Goal.